# 迪斯卡弗里冰川
78°20′S 164°30′E / 78.333°S 164.500°E
迪斯卡弗里冰川（英語：Discovery Glacier），是南極洲的冰川，位於維多利亞地的斯科特海岸，全長17公里，流經迪斯卡弗里火山，最終與開特利茲冰川匯流，現時由南極條約體系管理。